# مجموعة بنزويل

بنية كلوريد البنزيول.

البنزويل (بالإنجليزية: benzoyl)‏ في الكيمياء العضوية هو أسيل حمض البنزويك، وهو المجموعة الوظيفية ذو البنية الكيميائية: « C6H5CO-etc» ويُرمز إليها Bz.
يُستخدم البنزويل كمجموعة حماية في الاصطناع العضوي، ويَسهُل إزالته في تلك الحالة من خلال الحلمهة في محلول قاعدي منخفض التركيز.
وBenzoyl-beta-D-glucoside مادة طبيعية يُحصَل عليها من سرخس الديشار سيفي الشكل.